# 1-Hexen
1-Hexen er en højere olefin, også kaldet alken, med formlen C6H12. 1-hexen er en alfa-olefin, hvilket betyder, at dobbeltbindingen er placeret på alfa(primære)-position, hvilket tilfører denne sammensætning højere reaktivitet og dermed får 1-hexen nyttige kemiske egenskaber. 1-Hexen er et industrielt vigtigt, lineært alfa-olefin.
| Organisk kemi | Spire Denne artikel om organisk kemi er en spire som bør udbygges. Du er velkommen til at hjælpe Wikipedia ved at udvide den. |